# Grytøyrfjellet
Grytøyrfjellet är ett berg i Antarktis. Det ligger i Östantarktis. Norge gör anspråk på området. Toppen på Grytøyrfjellet är 2 695 meter över havet, eller 700 meter över den omgivande terrängen. Bredden vid basen är 13,3 km.
Terrängen runt Grytøyrfjellet är varierad.  Trakten är obefolkad. Det finns inga samhällen i närheten. 